# Lysiteles torsivus
Lysiteles torsivus är en spindelart som beskrevs av Zhang, Zhu och I-Min Tso 2006. Lysiteles torsivus ingår i släktet Lysiteles och familjen krabbspindlar.
Artens utbredningsområde är Taiwan. Inga underarter finns listade i Catalogue of Life.